# Buena (New Jersey)
Buena borough az USA New Jersey államában, Atlantic megyében. Lakosainak száma 4501 fő (2020. április 1.).

## Népesség
A település népességének változása:

| 2010 | 4 603 |
| 2020 | 4 501 |